# Перенесення (психоаналіз)
Перене́сення (або трансфе́р від англ. transference, що походить від нім. Übertragung) — феномен в  психодинамічній психології, несвідоме перенесення раніше пережитих почуттів і ставлень, що проявлялися до однієї особи, зовсім на іншу особу — в тому числі і на психотерапевта в ході сеансу  психотерапії. Цей феномен був помічений і вперше описаний  Зигмундом Фрейдом, який продемонстрував його першорядну важливість для розуміння клієнта (пацієнта) у процесі психоаналізу.
Контрперенесенням (контртрансфе́ром) називають зворотне перенесення на клієнта, що нерідко виникає у терапевтів. Вважається, що правильна інтерпретація контртрансфера також важлива для розуміння того, що відбувається в ході  психоаналітичного процесу.
 Психологічний процес перенесення є специфічною формою більш загального процесу проєкції. Важливо звести ці два процеси воєдино і усвідомити, що перенесення є особливим випадком проєкції — принаймні, так його розумію я. Безперечно, кожен може користуватися цим терміном на свій розсуд. <…>
Перенесення — це процес, який зазвичай відбувається між двома людьми, а не між людським суб'єктом і об'єктом, хоча є й винятки. — Карл Юнг, Тевістокські лекції
Оскільки процес перенесення здебільшого є автоматичним або несвідомим, пацієнт не усвідомлює його справжнє походження і не відчуває пов'язаних з ним фантазій, установок і почуттів (таких, як любов, ненависть і гнів). Феномен перенесення проявляється несподівано і може викликати стан дистресу. Подібні емоційні паттерни найчастіше переносяться з батьків, але нерідко в якості джерел перенесення виступають брати і сестри, бабусі і дідусі, вчителі, лікарі, а також герої з дитинства.
Перенесення є формою об'єктних відносин і, як і у будь-яких об'єктних відносинах, в ньому відображаються перші дитячі прихильності і спостерігається їх універсальний характер. Перенесення може проявлятися в різноманітних умовах: при інших формах психотерапії, при лікуванні соматичних захворювань, в школі, на роботі і в соціальній взаємодії. Проте найвиразніше і найінтенсивніше перенесення проявляється в процесі психоаналізу.
Перенесення  — поняття суто динамічне, він не має стійкого результату; в процесі сеансу перенесення постійно змінюється (модулює) залежно від стану діалогу, тому психотерапевт може репрезентувати різних людей з минулого пацієнта.
Не всі реакції, спрямовані на психотерапевта є перенесенням. Деякі з них виникають як відповідь на його установки або поведінку.

## Історія
В 1905 році в публікації «Фрагмент аналізу одного випадку  істерії» Зигмунд Фрейд вперше говорить про ефект перенесення, описуючи його як "перевидання, копіювання спонукань і фантазій, які пробуджуються в зв'язку з заміною колишньої персони — персоною лікаря ", з якої пацієнт вибудовує звичні йому відносини. І якщо спочатку Фрейд вважав трансфер чинником, що заважає аналітичній роботі, то пізніше він приходить до усвідомлення його, як основного механізму психоаналізу, а розвиток «неврозу трансфера» необхідною умовою психотерапевтичного лікування.
Сам Фрейд вважав трансфер одним з трьох основних понять, за наявності яких в складі певної теорії можна розглядати цю теорію як таку, що належить до поля психоаналітичного знання (два інших: несвідоме і  опір). Жак Лакан називає трансфер одним з чотирьох основних понять психоаналізу, поряд з «принципом нав'язливого повторення» (див. По ту сторону принципу задоволення),  несвідомим і потягом.
Лакан говорить про трансфер знань: аналізант звертається до аналітика, припускаючи, що той знає щось про нього і може відповісти на його запит; він переносить на аналітика деяке знання про себе. Тому в центрі трансфера для Лакана стоїть «імовірно знаючий суб'єкт». Таким же є і саме несвідоме, оскільки ми можемо лише припускати щось на його рахунок, але ці знання будуть ефектом трансфера. У семінарі 1964 року Лакан говорить про розвиток трансфера вже не на особистість, а на «присутність аналітика». Саме ця «присутність», ефект причетності до Іншого, в якому і аналітик, і аналізант займають своє місце, і є відправним пунктом як для транфера, так і для опрацювання  опору.

## Невроз трансфера
Невроз трансфера — специфічний симптом, що виникає в процесі  психоаналітичного лікування і характеризується залученням особистості психоаналітика в симптом аналізанта. Спочатку невроз трансфера розглядався  Фрейдом як перешкода для психоаналізу і класифікувався ним як вид опору, але пізніше він прийшов до висновку, що невроз трансфера є найважливішим терапевтичним механізмом, а його розвиток — не перешкода, а обов'язковий етап і умова успішного психоаналітичного лікування.

## Види трансфера
Трансфер може бути:
- Батьківським, материнським, сестринським / братнім і т. ін. (в залежності від початкового об'єкта);
- Едіповим, преедіповим, залежним, оральним і т. д. (в залежності від стадії психосексуального розвитку аналізанта, яка заново переживається);
- Об'єктним або нарцисизним (ідентифікаційним) (в залежності від того, чи приймає пацієнт свого аналітика як зовнішній об'єкт, від якого він залежить, якого він ненавидить і т. д., або розглядає його як частину самого себе);
- Позитивним або негативним (в залежності від того, чи приймає він свого аналітика як доброзичливу чи ворожу особу);
- Еротичним (один зі специфічних видів трансфера, в результаті якого під час терапії у клієнта по відношенню до терапевта виникає сильний еротичний потяг і навіть закоханість. Так як, наприклад, гнів при іншому вигляді трансфера може спонукати не дуже стійкого клієнта застосувати до терапевта фізичне насильство, так само еротичний трансфер може привести до того, що клієнт буде явним чином спокушати терапевта, хоча частіше спокушання з боку клієнта має не такий явний характер. Однак проблема в тому, що у терапевта може виникнути відповідний еротичний контрансфер на клієнта. До того часу, як в міжнародній практиці сформувався «етичний кодекс психолога», що явно забороняє вступати з клієнтом у будь-які особисті стосунки, які не є психотерапією, багато психотерапевтів опинялися спочатку в ліжку зі своїми клієнтами, а потім і в шлюбі з ними (наприклад Карл Юнг, Еріх Фромм, Ральф Ромео Грінсон). Саме під час спостережень за розвитком відносин між Юнгом і його молодою російською пацієнткою  Сабіною Шпільрейн, Зигмунд Фрейд вперше сформулював саме поняття контрансфера в психоаналізі,[2] а потім і вивів його, як необхідне правило терапії у відносинах між лікарем і пацієнткою, так званий «принцип абстиненції».)

## Трансфер і терапевтичний альянс
Трансфер — автоматичне, несвідоме перенесення переживань — відрізняється від поняття робочого або терапевтичного альянсу, що являє собою свідому взаємодію між аналітиком і пацієнтом. У альянсі пацієнт здатний ідентифікувати цілі і методи аналітичної терапії і він розуміє необхідність генетичного інсайта. Бажання пацієнта співпрацювати доповнюється прагненням аналітика (що концептуалізується як його робоче Я) допомогти йому досягти інсайту, розуміння і свідомого контролю. Такий альянс передбачає терапевтичне розщеплення Я пацієнта: одна частина Я відщеплюється і спостерігає за іншою частиною, яка переживає.